# Agustín Ormaechea
Pour les articles homonymes, voir Ormaechea.

a Compétitions nationales et continentales officielles uniquement.

b Matchs officiels uniquement.
Dernière mise à jour le 14 août 2021.
Agustín Ormaechea, né le 8 mars 1991 à Montevideo (Uruguay), est un joueur international uruguayen de rugby à XV évoluant principalement au poste de demi de mêlée. Il évolue dans le club du Stade niçois en Pro D2 depuis 2020. 
Il est le fils de l'ancien troisième ligne centre uruguayen Diego Ormaechea.

## Carrière

### En club
Agustín Ormaechea commence le rugby avec Carrasco Polo, un club amateur de sa ville natale. À partir de 2009, il évolue en senior et dispute le championnat d'Uruguay avec son équipe, compétition qu'il remporte à trois reprises (2009, 2011 et 2012). 
Il quitte son pays natal en 2013 pour rejoindre le club français du Stade montois qui évolue en Pro D2,. 
En juin 2017, il n'est pas conservé par le club landais et décide dans un premier temps de rentrer en Uruguay pour jouer avec son club formateur. Cependant, quelques mois plus tard, il retourne jouer en France avec le RC Strasbourg en Fédérale 1.
Après une saison en terres alsaciennes, il décide de retourner jouer avec le Stade montois à partir de la saison 2018-2019.
En 2020, il signe un contrat de deux saisons avec le Stade niçois, évoluant dans le nouveau championnat professionnel de troisième division : la Nationale.

### En équipe nationale
Agustín Ormaechea a joué avec l'équipe d'Uruguay des moins de 20 ans en 2010 et 2011 dans le cadre du trophée mondial junior, évoluant alors au poste de centre,.
Il a aussi joué avec l'équipe d'Uruguay de rugby à sept entre 2012 et 2013, disputant trois tournois du circuit mondial, ainsi que la coupe du monde de rugby à sept 2013,.
Il fait ses débuts en équipe d'Uruguay lors de tournée d'automne 2011, à l'occasion d'un test match contre l'équipe du Portugal le 13 novembre 2011.
Il fait partie du groupe uruguayen sélectionné par Pablo Lemoine participer à la coupe du monde en Angleterre. Il dispute quatre matchs comme titulaire dans cette compétition, contre le pays de Galles, l'Australie, les Fidji et l'Angleterre. Placé dans un groupe très difficile, l'Uruguay perd logiquement tous ses matchs et finit à la dernière place de sa poule. Ormaechea marque un essai contre les Fidji, mais reçoit aussi un carton rouge lors de cette même rencontre.
Ormaechea joue le barrage aller-retour contre le Canada dans le cadre des qualifications de la zone Amériques pour la Coupe du monde 2019. Avec deux victoires, sur le score de 29-38 à Vancouver et de 32-31 à Montevideo, l'Uruguay décroche sa qualification pour la Coupe du monde 2019.
En 2019, il est retenu dans la liste de 31 joueurs pour disputer la Coupe du monde 2019 au Japon. Il dispute quatre matchs lors de la compétition, dont la victoire historique contre les Fidji. Il n'est toutefois titulaire qu'une seule fois, contre l'Australie, ayant perdu sa place en faveur du jeune Santiago Arata.

## Palmarès

### En club
- Vainqueur du championnat d'Uruguay en 2009, 2011 et 2012.

### En équipe nationale
- 51 sélections.
- 150 points (7 essais, 25 pénalités, 20 transformations).

- Participation aux Coupes du monde 2015 (4 matchs) et 2019 (4 matchs).